# Ньюарк (Арканзас)
Ньюарк (англ. Newark) — місто (англ. city) в США, в окрузі Індепенденс штату Арканзас. Населення — 1180 осіб (2020).

## Географія
Ньюарк розташований на висоті 89 метрів над рівнем моря за координатами 35°42′30″ пн. ш. 91°26′36″ зх. д. / 35.70833° пн. ш. 91.44333° зх. д. (35.708405, -91.443392).  За даними Бюро перепису населення США в 2010 році місто мало площу 4,52 км², уся площа — суходіл.

## Демографія
Згідно з переписом 2010 року, у місті мешкало 1176 осіб у 486 домогосподарствах у складі 332 родин. Густота населення становила 260 осіб/км².  Було 564 помешкання (125/км²). 
Расовий склад населення:
| - 95,2 % — білих - 1,4 % — чорних або афроамериканців - 0,4 % — корінних американців - 2,0 % — осіб інших рас |

До двох чи більше рас належало 0,9 %. Іспаномовні складали 2,5 % від усіх жителів.
За віковим діапазоном населення розподілялося таким чином: 25,9 % — особи молодші 18 років, 58,5 % — особи у віці 18—64 років, 15,6 % — особи у віці 65 років та старші. Медіана віку мешканця становила 37,6 року. На 100 осіб жіночої статі у місті припадало 94,4 чоловіків;  на 100 жінок у віці від 18 років та старших — 90,0 чоловіків також старших 18 років.
Середній дохід на одне домашнє господарство  становив 39 854 долари США (медіана — 34 306), а середній дохід на одну сім'ю — 46 176 доларів (медіана — 41 591). Медіана доходів становила 37 917 доларів для чоловіків та 26 964 долари для жінок. За межею бідності перебувало 31,2 % осіб, у тому числі 41,7 % дітей у віці до 18 років та 15,9 % осіб у віці 65 років та старших.
Цивільне працевлаштоване населення становило 479 осіб. Основні галузі зайнятості: виробництво — 25,5 %, освіта, охорона здоров'я та соціальна допомога — 15,4 %, будівництво — 13,6 %.
За даними перепису населення 2000 року в Ньюарку проживало 1219 осіб, 345 сімей, налічувалося 500 домашніх господарств і 562 житлових будинків. Середня густота населення становила 268,9 осіб на один квадратний кілометр. Расовий склад населення міста за даними перепису розподілився таким чином: 96,55 % білих, 0,66 % чорних або афроамериканців, 0,98 % корінних американців, 0,49 % азіатів, 0,08 % вихідців з тихоокеанських островів, 1,15 % змішаних рас, 0,08 % — інших народів. Іспано-і латиноамериканці склали 0,90 % від усіх жителів міста.
З 500 домашніх господарств в 35,8 % — виховували дітей віком до 18 років, 55,0 % представляли собою подружні пари, які спільно проживали, в 10,6 % сімей жінки проживали без чоловіків, 31,0 % не мали сімей. 29,0 % від загального числа сімей на момент перепису жили самостійно, при цьому 18,0 % склали самотні літні люди у віці 65 років та старше. Середній розмір домашнього господарства склав 2,44 особи, а середній розмір родини — 3,01 особи.
Середній дохід на одне домашнє господарство в Ньюарку склав 28 239 доларів США, а середній дохід на одну сім'ю у місті — 34 545 доларів. При цьому чоловіки мали середній дохід в 27 404 доларів США на рік проти 17 692 доларів США середньорічного доходу у жінок. Дохід на душу населення в Ньюарку склав 14 392 доларів США на рік. 9,1 % від усього числа сімей в місті і 14,2 % від усієї чисельності населення перебувало на момент перепису населення за межею бідності, при цьому 18,5 % з них були молодші 18 років і 20,1 % — у віці 65 років та старше.